# Angerville-la-Campagne

Angerville-la-Campagne este o comună în departamentul Eure, Franța. În 1 ianuarie 2022 avea o populație de 1.404 de locuitori.